# Памятник Богдану Яньскому (Познань)
Памятник Богдану Яньскому (пол.  Pomnik Bogdana Jańskiego) — памятник, находящийся в Познани (Польша) в районе Смоховице напротив церкви Пресвятой Имени Девы Марии. Памятник посвящён одному из основателей католической монашеской конгрегации Воскресения Господня Богдану Яньскому.

## Описание
Памятник выполнен в виде высокого обелиска, стоящего на бетонном основании, обложенного плитами из песчаника. На вершине обелиска установлен бюст Богдана Яньского.
На высоте двух метров находится табличка с надписью:

Bogdan Jański / 1807—1840 / Założyciel Zgromadzenia / Zmartwychwstańców.

Богдан Яньский / 1807—1840 / Основатель Конгрегации / Воскресения Господня (Змартвыхвстанцев)